# Lamposaari (ö i Södra Savolax, S:t Michel, lat 61,72, long 27,14)
Lamposaari är en ö i Finland. Den ligger i sjön Korpijärvi och Verijärvi och i kommunen Sankt Michel i den ekonomiska regionen  S:t Michel och landskapet Södra Savolax, i den södra delen av landet, 210 km nordost om huvudstaden Helsingfors. Öns area är 3 hektar och dess största längd är 320 meter i nord-sydlig riktning.